# 帕拉韋西諾市

帕拉韋西諾市（西班牙語：Municipio Palavecino），是委內瑞拉的一個市，位於該國西部拉臘州，首府設於卡武達雷，面積440平方公里，2007年人口155,653，人口密度每平方公里350人。